# Atsushi Satō
Atsushi Satō, noto anche con lo pseudonimo di ats- (佐藤あつし?, Satō Atsushi; prefettura di Niigata, 7 maggio 1966), è un tastierista, compositore e arrangiatore giapponese, famoso per essere stato cofondatore, insieme a Toshiharu Umezaki, degli HΛL.

## Biografia
Nel 1988 Satō entrò nella sua prima band, gli HURRY SCUARY, come tastierista, ma essa si sciolse poco dopo. Quindi Satō fece parte di numerose band nei primi anni novanta, le cui più rilevanti furono i Darin's Darlin (in cui militò negli anni 1991-1993) e gli STAGGER (1994-1995). Nel 1996 fondò insieme all'amico Toshiharu Umezaki la band che l'avrebbe reso famoso, gli HΛL. Dopo due album e numerosi singoli di successo, Satō lasciò la band nella primavera del 2003. Da allora Satō cura gli arrangiamenti per altri artisti, sotto lo pseudonimo di ats-; sotto questo pseudonimo collaborò con molti artisti, i cui più noti sono SweetS, Dream, Aiko Kayō, Ruppina+, Chinatsu Wakatsuki, Nami Tamaki, sifow, Shimokawa Mikuni e Yuna Ito.

## Discografia

### Con gli HΛL

#### Album studio
- Violation of the Rules (2001)
- As Long as You Love Me (2002)

#### Raccolte
- SINGLES (2003)

#### DVD
- Greatest HΛL Clips: Chapter One (2002)
- One (2002)

#### Singoli
- DECIDE (2000)
- Save Me (2001)
- Split Up (2001)
- ☆the starry sky☆ (2001)
- al di la (2002)
- I'll be the one (2002)
- ONE LOVE／A LONG JOURNEY (2002)